# Лисакович, Руслан Михайлович
Русла́н Миха́йлович Лисако́вич (бел. Руслан Міхайлавіч Лісаковіч; род. 22 марта 2002, Марьина Горка, Минская область) — белорусский футболист, полузащитник. Выступал в национальной сборной Беларуси.

## Клубная карьера

### Начало карьеры
Воспитанник академии солигорского «Шахтёра», в структуру которого попал в юношеском возрасте. В 2018 году футболист начал выступать за дублирующий состав клуба. В марте 2019 года на правах арендного соглашения отправился в «Узду», вместе с которой выступал во Второй лиге. В июле 2019 года футболист вернулся в солигорский клуб, где продолжил выступать за дублирующий состав. В 2020 году футболист покинул клуб.

### «Крумкачи»
В марте 2020 года футболист перешёл в минский клуб «Крумкачи», с которыми подписал контракт до конца сезона. Дебютировал за клуб 18 апреля 2020 года в матче против микашевичского «Гранита». Футболист сразу же закрепился в основной команде клуба. Свой дебютный гол за клуб забил 6 сентября 2020 года в матче против «Гомеля». Этот гол стал лучшим в 16 туре Первой лиги. По итогу сезона футболист стал бронзовым призёром чемпионата, отправившись выступать в стыковые матчи за повышение в классе. Однако по итогу стыковых матчей, в которых футболист принял участие, сильнее оказался «Слуцк». Всего за клуб футболист отличился 3 забитыми голами и результативной передачей.

### «Ислочь»
В январе 2021 года появилась информация, что футболист близок к переходу в «Ислочь». Вскоре футболист присоединился к клубу, с которым подписал контракт до конца 2022 года. Дебютировал за клуб 6 марта 2021 года в матче Кубка Беларуси против «Минска». Свой дебютный матч в Высшей лиге сыграл 12 марта 2021 года против мозырской «Славии». Первым результативным действием за клуб отличился 25 апреля 2021 года в матче против борисовского БАТЭ, отдав голевую передачу. Вместе с клубом вышел в финал Кубка Беларуси, победив по сумме матчей солигорский «Шахтёр». В финале Кубка Беларуси 23 мая 2021 года уступил победу с минимальным счётом борисовскому БАТЭ. Свой дебютный гол за клуб забил 3 июля 2021 года в матче против «Энергетика-БГУ». Футболист также признавался лучшим игроком клуба в июле и августе 2021 года. С середины августа 2021 года и до конца сезона футболист стал исполнять обязанности капитана клуба. Закончил сезон с 2 забитыми голами и 2 результативными передачами в своём активе.
В начале 2022 года футболист готовился к новому сезону с клубу. Первый матч в сезоне футболист сыграл 1 мая 2022 года против «Минска», выйдя на замену на 70 минуте. Первым результативным действием за клуб отличился 21 мая 2022 года в матче против бобруйской «Белшины», отдав голевую передачу. Первым голом в сезоне отличился 2 июля 2022 года в матче против минского «Динамо». В августе 2022 года появилась информация об интересе к игроку хорватских клубов «Горица» и «Шибеник», а также клубов российской Премьер-лиги. Футболист закончил сезон на 5 итогов месте в турнирной таблице Высшей лиги, отличившись 4 забитыми голами и 5 результативными передачами. В январе 2023 года покинул клуб по истечении срока действия контракта.

### «Динамо» Махачкала
В январе 2023 года к футболисту проявляли интерес брестское «Динамо» и борисовский БАТЭ, а также имелась информация об интересе и зарубежных клубов. В конце января 2023 года появилась информация, что футболист продолжит свою карьеру в махачкалинском «Динамо». В феврале 2023 года сообщалось, что футболист проходит просмотр в краковской «Висле». Однако затем данную информацию опровергли. Вскоре футболист официально пополнил ряды махачкалинского «Динамо». Дебютировал за клуб 5 марта 2023 года в матче против тульского «Арсенала», выйдя на замену на 83 минуте. На протяжении сезона оставался игроком замены, результативными действиями не отличившись. Вместе с клубом закончил чемпионат на восьмом итоговом месте.
Новый сезон футболист начал с матча 15 июля 2023 года против московского «Торпедо», впервые сыграв свой полный матч за клуб. Первым результативным действием за клуб отличился 30 июля 2023 года в матче против «Кубани», отдав голевую передачу. В октябре 2023 года футболист выбыл из распоряжения клуба, потому что во время нахождения в распоряжении молодёжной сборной Беларуси в Португалии попал в больницу из-за потасовки с неизвестными. В ноябре 2023 года появилась информация, что футболист сможет вернуться на поле лишь в марте 2024 года, хоть он уже начал тренироваться с основной командой. В январе 2024 года футболист покинул махачкалинский клуб, расторгнув контракт по соглашению сторон. Всего за первую половину сезона футболист успел отличиться своей единственной результативной передачей.

### «Неман» Гродно
В феврале 2024 года в подписании футболиста были заинтересованы гродненский «Неман» и борисовский БАТЭ. Вскоре также появилась информация, что футболист не смог пройти медицинское обследование в гродненском клубе, так как не восстановился от полученной травмы во время выступления за молодёжную сборную. Однако затем футболист в феврале 2024 года официально присоединился к гродненскому «Неману», подписав контракт до конца сезона. Дебютировал за клуб футболист 3 марта 2024 года в четвертьфинальном матче Кубка Беларуси против «Минска». Первый матч в чемпионате футболист сыграл 16 марта 2024 года против новополоцкого «Нафтана», выйдя на замену на 71 минуте.

### «МЛ Витебск»
Зимой 2025 года подписал контракт с дебютантом высшей лиги «МЛ Витебском».

## Международная карьера
В октябре 2018 года играл за юношескую сборную Беларуси (до 17 лет) в квалификационном, а в марте 2019 года в элитном раунде чемпионата Европы.
В 2021 году стал притягиваться до молодёжной сборной Беларуси, играл за неё в контрольных матчах. В августе 2021 года был впервые вызван в национальную сборную Беларуси. Дебютировал в сборной 8 сентября 2021 года, когда вышел в стартовом составе в отборочном матче Чемпионата мира 2022 против Бельгии (0:1) и был заменён во втором тайме.
В мае 2022 года был вызван в молодёжную сборную Беларуси. Дебютировал за сборную 1 июня 2022 года в матче против Кипра.

## Семья
Родные братья также футболисты. Дмитрий и старший брат Виталий.